# Синдром белог носа
Синдром белог носа (енгл. White nose syndrome - WNS) је слабо схваћена болест везана за угинуће више од милион шишмиша. Ово стање, именовано је по препознатљивој гљивичној израслини око њушке и на крилима већине оболелих животиња, први пут је примећено у пећини у округу Скохери, Њујорк, САД, у фебруару 2006. Након тога болест се проширила на друге пећине у држави Њујорк а затим и у остале америчке савезне државе, као и у Канаду. У пролеће 2010. године, ова болест је нађена у преко 115 пећина и рудника широм североисточног дела САД, као и јужно у држави Тенеси, западно у Оклахоми, као и у канадским провинцијама Квебек и Онтарио.

## Могући узрочник
Истраживање из 2008. године открило је да гљивице нађене на њушци, крилима, ушима и осталим изложеним ткивима инфицираних шишмиша припадају роду Geomyces. Ове гљивице више подносе ниже температуре од 20 °C и расту на шишмишима за време њихове хибернације у пећинама и рудницима за време зиме. Претпоставља се да гљивице доводе до ометања нормалног тока хибернације, доводећи до тога да се шишмиши често буде из укочености и умиру од глади. Симптоми повезани са синдромом бијелог носа су губитак телесних масти, необично зимско понашање (укључујући летење) и смрт.